# メチャキュン・サマー ( ´ ▽ ` )ノ
メチャキュン♡サマー ( ´ ▽ ` )ノ（めちゃきゅんさまー）は、アップアップガールズ（仮）の楽曲。同グループ4枚目のシングルとして、2012年8月4日に先行発売され、その後同年8月29日には一般発売された。

## 概要
表題曲「メチャキュン♡サマー ( ´ ▽ ` )ノ」は、夏を感じさせる曲である。振り付け師の竹中夏海は「高三の夏の恋のきょく」と評している。また、メインボーカルのうちの1人は佐藤綾乃である。
カップリング曲「サイリウム」は、サイリュームをテーマとしているが、これは、風男塾の「サイリウムライト」・私立恵比寿中学の「フレ!フレ!サイリウム」と同じテーマである。また、歌詞はメンバーとファンの絆を表現しているもので、曲調はバラードである。
ジャケット写真は「果物使った爽やかな感じ」となっている。

## 収録曲
1. メチャキュン♡サマー ( ´ ▽ ` )ノ(4:02)
作詞：NOBE、作曲・編曲：michitomo
2. サイリウム(5:18)
作詞：大華奈央香、作曲・編曲：michitomo
3. メチャキュン♡サマー ( ´ ▽ ` )ノ(Instrumental)
4. サイリウム(Instrumental)

## 経緯
アップアップガールズ（仮）は、2012年6月30日に3枚目のシングル「アッパーカット!/夕立ち!スルー・ザ・レインボー」の先行発売を開始したが、その1日後である7月1日に新木場STUDIOCOASTで行われた『アイドル横丁夏祭り!!〜2012〜』に参加し「メチャキュン♡サマー ( ´ ▽ ` )ノ」を初披露した。
7月15日、同グループはTOKYO FM HALLにて『アップアップガールズ（仮）』イベント 第32回公演 - 第34回公演を開催し、「メチャキュン♡サマー ( ´ ▽ ` )ノ」の（仮）CDを発売した。同公演は持ち歌を歌わないという趣旨であったが、第3部の公演のアンコールで同曲を披露した。
8月1日に「メチャキュン♡サマー ( ´ ▽ ` )ノ」と「サイリウム」の配信が開始され、「サイリウム」はこれが初公開となった。8月4日にはTOKYO IDOL FESTIVAL 2012の会場でCDシングルの先行発売が開始された。また、TOKYO IDOL FESTIVAL 2012では、8月5日に行われたSmile Gardenでのライブで「サイリウム」を初披露した。
8月27日には「サイリウム」が振り付けつきで初披露され、8月29日、CDシングルの一般発売が開始された。